# كارلوس بوسكيتس
كارلوس بوسكيتس (بالإسبانية: Carles Busquets Barroso) مواليد 19 يوليو 1967 في برشلونة، هو لاعب كرة قدم إسباني سابق كان يلعب كحارس مرمى. لعب خلال مسيرته 248 مباراة. وهو والد اللاعب سيرجيو بوسكيتس.

## مرحلة الشباب

### أندية لعب لها
- نادي برشلونة

## المسيرة الاحترافية

### أندية لعب لها
- نادي برشلونة ب
- نادي برشلونة
- نادي لاردة

## روابط خارجية
- كارلوس بوسكيتس على موقع قاعدة بيانات كرة القدم.إي يو (الإنجليزية)
- كارلوس بوسكيتس على موقع عالم كرة القدم.نت (الإنجليزية)